# Caaeteboia amarali
Caaeteboia amarali är en ormart som beskrevs av Wettstein 1930. Caaeteboia amarali är ensam i släktet Caaeteboia som ingår i familjen snokar. Arten tillhör underfamiljen Dipsadinae som ibland listas som familj.
Inga underarter finns listade i Catalogue of Life.
Arten är med en längd mindre än 75 cm en liten orm. Den förekommer i Brasilien och vistas främst på marken i skogen. Som föda antas ödlor. Honor lägger ägg. Utbredningsområdet sträcker sig över delstaterna Bahia, Minas Gerais, Paraná och Santa Catarina.